# Leiophron levifrons
Leiophron levifrons är en stekelart som först beskrevs av Muesebeck 1936.  Leiophron levifrons ingår i släktet Leiophron och familjen bracksteklar. Inga underarter finns listade i Catalogue of Life.